# BeForU (álbum)
BeForU es el primer álbum original de estudio lanzado por la banda del mismo nombre. Fue lanzado el 28 de noviembre del año 2003 por Konami Multimedia.

## Detalles
Este es el primer lanzamiento discográfico de BeForU desde su debut en el 2001 al interior de los videojuegos de baile de Dance Dance Revolution. El álbum no contó con ningún sencillo promocional, ni vídeo musical como apoyo para la promoción, pero igualmente contiene temas bastante populares entre fanáticos de los videojuegos de baile de Konami. Fueron incluidas versiones remasterizadas de temas que llegarona convertirse en éxitos, como "DIVE", "Firefly", "BRE∀K DOWN!" y "Graduation ~Sorezore no Ashita~", de esta última incluyéndose una versión acústica. Al momento de lanzarse el álbum BeForU aún era un cuarteto, conformado por Riyu Kosaka, Noria, Yoma y Shiyuna Maehara. Todos los temas incluidos fueron previamente lanzados en videojuegos, ya sea dentro de Dance Dance Revolution, GuitarFreaks, DrumMania, Pop'n Music u otros similares. Las fotografías para carátula y libreto del álbum contiene imágenes tipo-anime de las integrantes de la banda; todas con cabello rubio y manejando un jeep.
Aparte de las canciones interpretadas por las cuatro integrantes de BeForU -un total de cinco canciones-, más de la mitad de los temas incluidos en el disco son interpretaciones de Riyu y Noria en solitario, entre los que destaca "true...", que fue lanzado como sencillo solista de Kosaka en el 2001.

## Lista de canciones
1. Chikara (チカラ?) (LIVE BAND style)[1]
2. ♥LOVE² Sugar♥ (♥LOVE² シュガ→♥ – Rabu Rabu Shugā?)[2]
3. DIVE[3]
4. Himawari (ヒマワリ?)[4]
5. BABY LOVE[2]
6. LOVE♥SHINE[4]
7. BRE∀K DOWN! (LIVE BAND style)[1]
8. Silvia Drive (extended)[2]
9. Firefly[3]
10. ☆shining☆ (LIVE BAND style)[4]
11. SHOOTING STAR[4]
12. TEARS[5]
13. GRADUATION ~Sorezore no Ashita~ (GRADUATION～それぞれの明日～?) (unplugged version)[1]

## Créditos
1. 1 2 3  Interpretado por BeForu
2. 1 2 3  Interpretado por Noria
3. 1 2  Interpretado por BeForU
4. 1 2 3 4  Interpretado por Riyu Kosaka
5. ↑  Interpretado por NAOKI underground feat. EK (Noria)

- Datos: Q4524787